# Matea Samardžić
Matea Samardžić (Spalato, 17 gennaio 1995) è un'ex nuotatrice croata.

## Palmarès
| Anno | Manifestazione  | Sede           | Evento     | Risultato | Prestazione | Note |
| ---- | --------------- | -------------- | ---------- | --------- | ----------- | ---- |
| 2016 | Europei         | Londra         | 200m dorso | Bronzo    | 2'09"24     |      |
| 2016 | Giochi olimpici | Rio de Janeiro | 200m dorso | 15ª (sf)  | 2'09"83     |      |
| 2016 | Giochi olimpici | Rio de Janeiro | 100m dorso | 13ª (sf)  | 1'00"60     |      |